# Luigi d'Este
Luigi d'Este (parfois francisé en Louis d'Este) est né à Ferrare en 1538 et mort à Rome le 30 décembre 1586 ; il fut abbé de l'abbaye de Pontigny, cardinal, évêque de Ferrare et archevêque d'Auch.

## Biographie
Luigi d'Este appartient à une illustre famille princière d'Italie  : la Maison d'Este. Cette famille fait remonter son origine au commencement du onzième siècle. La famille d'Este s'implanta à Modène après avoir été chassée de Ferrare. Son oncle, le cardinal Hippolyte d'Este lui lègue à sa mort en 1572 la villa d'Este de Tivoli qu'il maintiendra et ouvrira à de nombreux invités prestigieux.
Luigi d'Este est le fils de Hercule II d'Este, duc de Modène, de Ferrare et de Reggio, et de la princesse Renée de France, duchesse de Chartres et de Montargis,
Il est le frère benjamin de :
- Anne d'Este, duchesse de Guise et de Nemours (1531-1607),
- Alphonse II d'Este, duc de Modène et de Ferrare (1533-1597),
- Lucrèce d'Este (1535-1598), duchesse d'Urbino,
- Éléonore d'Este (1537-1581) qui eut une liaison avec le poète Le Tasse.

Il succède à son oncle Hippolyte, en 1562, comme abbé commendataire du monastère de Pontigny. En 1567, il est consacré cardinal au titre cardinalice Santi Nereo e Achilleo.

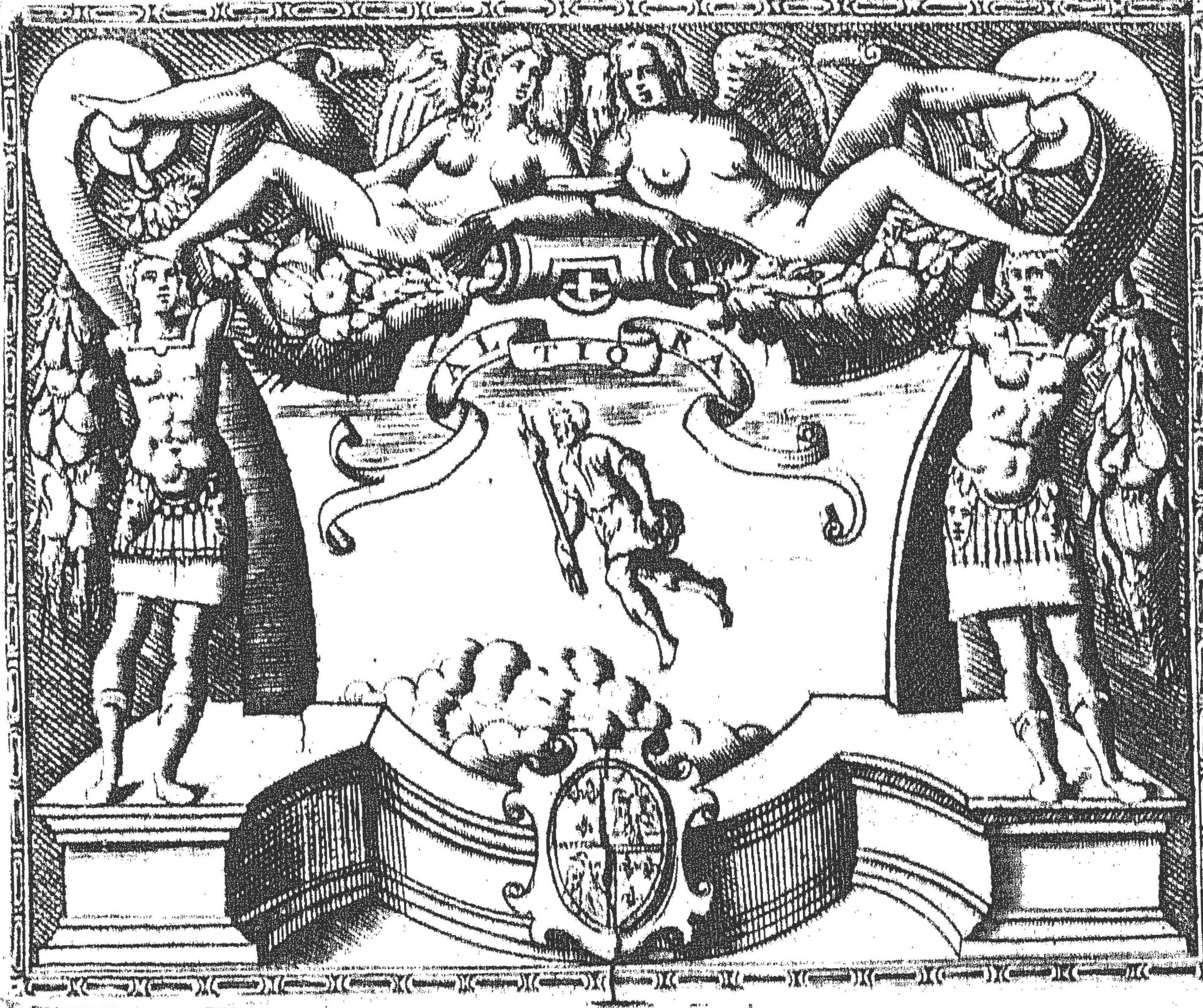
L'emblème du cardinal Luigi d'Este, tirée du livre Le imprese illustri del S. Ieronimo Ruscelli...., Venezia, 1584, p. 279.